# Consejo de la República de Bielorrusia
El Consejo de la República (en bielorruso: Савет Рэспублікі; en ruso: Совет Республики) es la cámara alta de la Asamblea Nacional de Bielorrusia. El Consejo está compuesto por 64 miembros y la representación se organiza geográficamente, proviniendo la mayoría de los miembros elegidos de organizaciones de la sociedad civil, colectivos laborales y asociaciones públicas en su jurisdicción. Cada Óblast (seis) y la ciudad de Minsk (la capital nacional) están representados con ocho miembros mientras que otros ocho miembros son nombrados por el Presidente de Bielorrusia.
Los miembros del Consejo de la República tienen un mandato de cuatro años.